# 克里斯托弗·福格特
克里斯托弗·福格特（英語：Christopher Fogt，1983年5月29日—），美国男子雪车运动员。他曾代表美国参加2010年、2014年和2018年冬季奥林匹克运动会雪车比赛，其中2014年冬季奥运会获得一枚铜牌。